# Ashraf Pahlaví
Ashraf Pahlaví (en persa: اشرف پهلوی‎ Aŝraf Pahlawi; Teherán, 26 de octubre de 1919-Montecarlo, 7 de enero de 2016) fue la hermana melliza de Mohammad Reza Pahlaví (1919-1980), último shah de Irán y miembro de la casa Pahlaví. Su título era el de Shahdokht (Princesa).

## Biografía
Ashraf Pahlaví nació el 26 de octubre de 1919, siendo la tercera hija del oficial de la brigada cosaca de Ahmad Shah Qayar, Reza Jan Mirpanŷ Savadkuhí, comandante del regimiento de Hamadán (conocido tras su coronación como Reza Shah Pahlaví) (1877-1944), habida con la segunda esposa de este, Nimtaŷ Ayromlú, después conocida como Tadj ol-Molouk Ayromlú. Fue melliza de su hermano Mohammad Reza.
Dotada de una fuerte personalidad, desempeñó un papel destacado entre bastidores en la política cortesana iraní bajo el reinado de su hermano, ayudando a buen número de tecnócratas educados en Occidente a obtener cargos y prebendas, en particular puestos ministeriales. Ashraf Pahlaví fue criticada como expresión de las peores características del gobierno de la dinastía, mientras que otros analistas afirman que tal valoración corresponde a una perspectiva misógina. Ashraf Pahlaví fue el miembro de mayor edad de la estirpe de los Pahlaví. Aparte de publicar sus memorias a mediados de los 90, no realizó apariciones públicas desde 1981, dos años después de la Revolución Islámica de 1979.
La princesa afirmó en sus memorias:

Hace dos décadas, los periodistas franceses me nombraron «La Panthère Noire» (La pantera negra). He de reconocer que me gusta más este nombre, y que en algunos aspectos me conviene. Al igual que la pantera, mi naturaleza es turbulenta, rebelde, segura de sí misma. A menudo, es solo a través del esfuerzo extenuante como mantengo mi reserva y mi compostura en público. Pero, en verdad, a veces me gustaría estar armada con las garras de la pantera para que pudiera atacar a los enemigos de mi país.

Desde la Revolución iraní, la princesa vivía en un palacio en Nueva York, concretamente en Beekman Place, inmueble que se puso a la venta en 2015. Habitó también una mansión en París y una casa de campo en Juan-les-Pins, en la Costa Azul.
Dominaba los idiomas inglés, francés y persa. Ashraf Pahlaví falleció en Montecarlo, Mónaco el 7 de enero de 2016 a los 96 años de edad.

## Trabajos publicados
- Faces in a Mirror: Memoirs from Exile (1980). (en inglés)
- Time for Truth (1995).

- Jamais Résignée (1981). (en francés)

Hizo traducciones de numerosos libros del francés al persa.

## Patronazgos
- Presidenta de la Organización de Mujeres de Irán.
- Presidenta de la Comisión de las Naciones Unidas sobre las Mujeres.
- Asesora de la Conferencia Mundial de las Mujeres (1975).[5]

## Títulos y tratamientos
| ● 28 de octubre de 1923-12 de diciembre de 1925: | Su alteza serenísima la princesa Ashraf Pahlaví |
| ● 12 de diciembre de 1925-11 de febrero de 1979: | Su alteza imperial la princesa Ashraf de Irán   |

Desde 1979, título abolido por la República Islámica de Irán, usado en círculos del Sah en el exilio y por los partidarios de la monarquía:
| ● 11 de febrero de 1979-7 de enero de 2016: | Su alteza imperial la princesa Ashraf Pahlaví |

## Distinciones honoríficas
Iraníes
- Dama de la Orden del Sol [de Segunda clase] (Imperio de Irán, 26/09/1967).[6]
- Dama de la Orden de las Pléyades [de Segunda clase] (Imperio de Irán, 11/10/1957).
- Medalla Conmemorativa de la Coronación de Mohammad Rezā Shāh Pahlaví (Imperio de Irán, 26/10/1967).
- Medalla Conmemorativa del 2.500 Aniversario del Imperio de Irán (Imperio de Irán, 14/10/1971).
- Medalla Conmemorativa de la Celebración del 2.500 Aniversario del Imperio de Irán (Imperio de Irán, 15/10/1971).

Extranjeras
- Medalla de la Orden de la Bandera Roja del Trabajo (Unión Soviética, 07/1946).
- Dama Gran Cruz de la Orden de la Estrella de África (República de Liberia, 17/01/1976).
- Miembro de la Orden de la Estrella de Ghana (República de Ghana, 28/01/1976).
- Doctora Honoraria Causa por parte de la Universidad Brandeis (1969, Waltham, Massachusetts, Estados Unidos).